# Nikoła Canew
Nikoła Dimitrow Canew (bułg. Никола Димитров Цанев. ur. 11 grudnia 1939 w Sofii, zm. 6 października 2004 tamże) – bułgarski piłkarz, zawodnik CSKA Sofia.
Karierę rozpoczynał w zespole lokalnego rywala CSKA, Lewskim Sofia. Od 1958 związany z CSKA, do 1969 w barwach tego klubu rozegrał 243 meczów i strzelił 119 goli. Wielokrotnie był kapitanem zespołu, wraz z którym świętował sześciokrotnie mistrzostwo Bułgarii oraz trzy Puchary Bułgarii. W sezonie 1963/1964 strzelił w rozgrywkach ligowych 26 bramek i zdobył koronę króla strzelców ekstraklasy bułgarskiej.
W sezonie 1966/1967 wraz z CSKA dotarł do półfinału Pucharu Europy, gdzie zdobył bramkę w pierwszym meczu półfinałowym z Interem Mediolan na San Siro. Wobec remisowego bilansu (w obu spotkaniach dwumeczu padły wyniki 1:1) do wyłonienia zwycięzcy rywalizacji pomiędzy Interem i CSKA potrzebny był trzeci mecz – Włosi wygrali 1:0 i awansowali do finału, gdzie nie sprostali Celticowi Glasgow.
Canew wystąpił w 8 meczach reprezentacji narodowej. Po zakończeniu kariery zawodniczej pracował jako trener, prowadził zespoły bułgarskiej ekstraklasy FK Szumen i Bełasica Petrycz oraz juniorów CSKA Sofia.